# Paramecyna variegata
Paramecyna variegata är en skalbaggsart som beskrevs av Stefan von Breuning 1940. Paramecyna variegata ingår i släktet Paramecyna och familjen långhorningar. Inga underarter finns listade i Catalogue of Life.